# Heinz Kraut
Heinz Kraut (auch Heintz Craut oder Heinz Krawt geschrieben; * ? in Esperstedt?; † 26. Januar 1536 in Jena) war ein thüringischer Schneider, täuferischer Sendbote im Nordwesten Thüringens und im Südharz sowie ein Märtyrer der Täuferbewegung.

## Leben

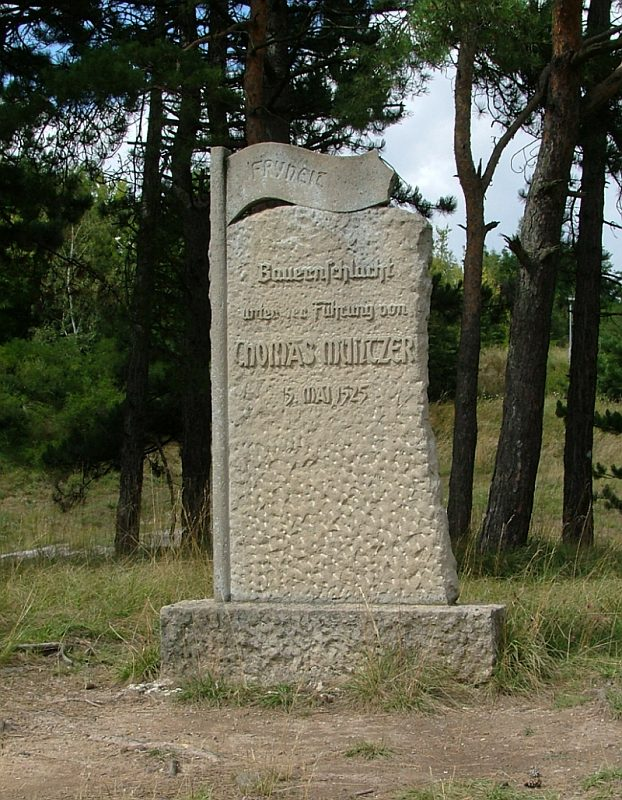
Gedenkstein für die Bauernschlacht bei Frankenhausen, an der auch Heinz Kraut teilnahm

Über Herkunft und Jugend Heinz Krauts schweigen die Quellen. Belegt ist nur, dass er lese- und schreibkundig war sowie seinen Lebensunterhalt mit dem Schneiderhandwerk verdiente. Kraut lebte in Esperstedt (heute ein Ortsteil von Bad Frankenhausen/Kyffhäuser) und war verheiratet. Seine Ehefrau, deren Namen unbekannt ist, war ebenfalls eine Anhängerin der Täuferbewegung. Man hatte sie wegen ihres Glaubens Anfang November 1535 festgenommen und in das Gefängnis zu Donna bei Gotha (heute: Gräfentonna) verbracht. Über ihr weiteres Schicksal ist nichts bekannt. Auch die Frage, ob Kinder aus der Ehe hervorgegangen sind, kann nicht beantwortet werden.

### Bauernkriegsteilnehmer
Heinz Kraut war Teilnehmer des Deutschen Bauernkriegs und kämpfte im Mai 1525 auf Seiten von Thomas Müntzer in der Schlacht bei Frankenhausen. Seinen revolutionären Überzeugungen blieb er bis an sein Lebensende treu. Nach seinem Anschluss an die Täuferbewegung hat er wohl von der gewaltsamen Durchsetzung seiner Anschauungen Abstand genommen; es heißt von ihm und anderen Täufern, mit denen er unterwegs war: „Als Zeichen trugen sie lediglich einen Stecken in der Hand; alle Wehre, urteilten sie, solle man verschmieden lassen.“

### Täufer

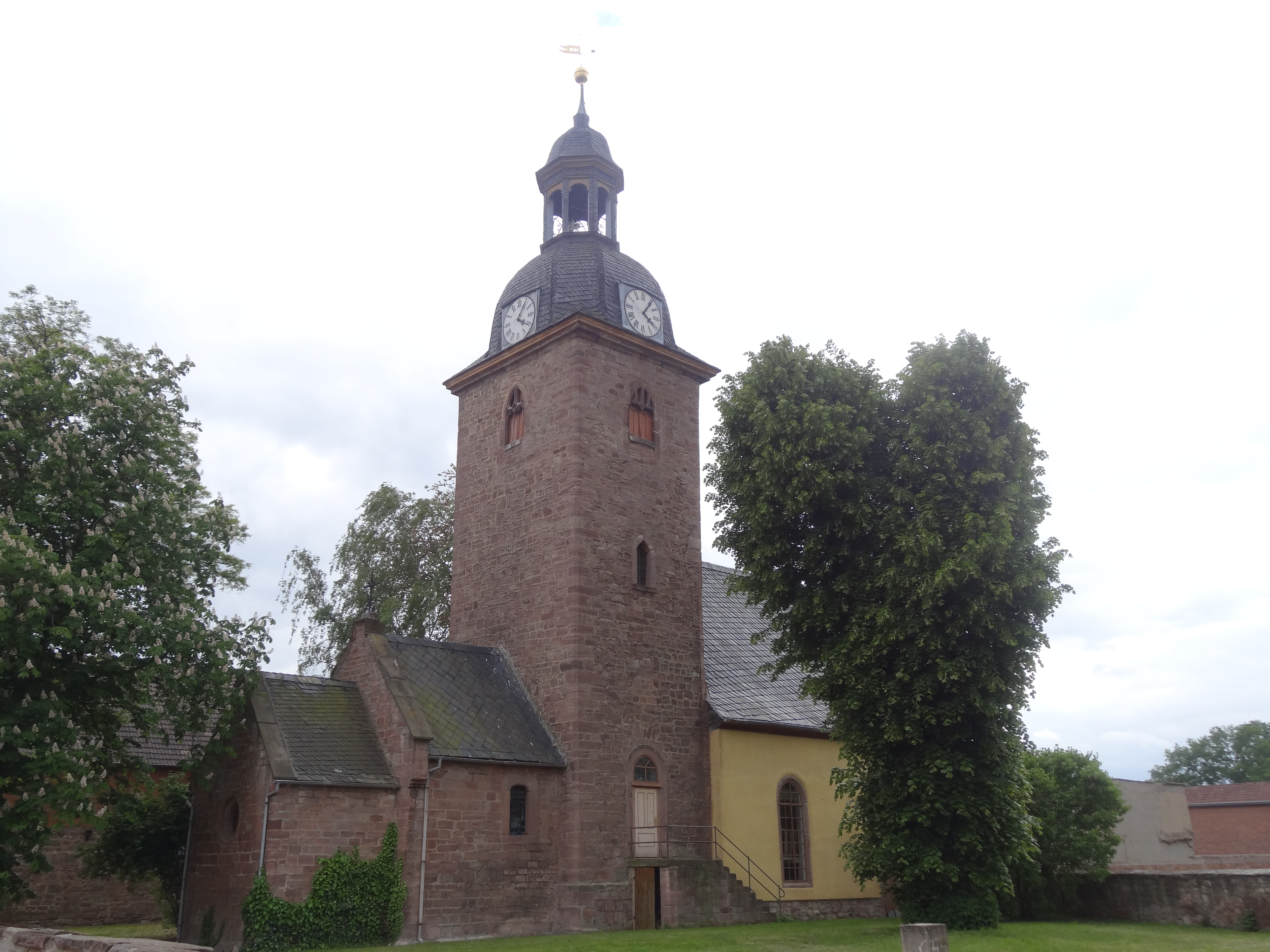
St. Johannis-Kirche Esperstedt Teile der heutigen Kirche standen schon,
als der Täufer Alexander dort Messner und Schullehrer war und Heinz Kraut im Ort sein Schneiderhandwerk ausübte.

Mit der Täuferbewegung war Heinz Kraut durch den ebenfalls aus Esperstedt stammenden Messner und Schulmeister Alexander (hingerichtet 1533) in Berührung gekommen und um 1529 auch von ihm getauft worden. Zunächst begleitete Kraut den ehemaligen Messner auf seinen Missionsreisen in Nordthüringen und im Südharz. Mitte 1530 verhaftete man ihn und sechs weitere Täufer, darunter eine Frau namens Katharina Valebs, als „swermer“ in Frankenhausen. In seiner Urgicht gab er zu Protokoll, dass er etwa sechs Wochen lang sich bei der täuferischen „Bruderschaft“ aufgehalten habe; anschließend sei er „widerumb getauft worden von einem propheten“, der zu ihnen gesandt worden sei. Was seine Überzeugungen anging, nahm er nur zum Abendmahl und zur urchristlichen Gütergemeinschaft Stellung: „Er konne nit glauben, das Christus im Brot und im Wein sei.“ In der Täufergemeinde – so Kraut – hätten sie „die ordnung: Wo ein bruder under inen benötigt ist, das ime die andern behulfig sein“. Während der Haft widerriefen Kraut und die anderen Mitgefangenen jedoch ihre in der Urgicht geäußerten Anschauungen, woraufhin sie freigelassen wurden. Gemeinsam mit dem Futterschneider Peter Reusse setzte er dennoch die nordthüringische und Harzer Missionsarbeit des inzwischen gewaltsam zu Tode gekommenen Alexander fort. Größere Täufergemeinschaften entstanden vor allem in Emseloh, Holdenstedt und Riestedt.
Spätere Verhörprotokolle, in denen die zum Teil peinlichen Befragungen nordthüringischer Täufer aufgezeichnet wurden, vermitteln ein Bild vom Leben der von Heinz Kraut betreuten Täufergemeinschaften. Danach lautete ihre konfessionelle Selbstbezeichnung „Geliebte Gottes“. Sie lebten zwar nicht in Gütergemeinschaft wie zum Beispiel die hutterischen Täufer, verwalteten aber ihr persönliches Hab und Gut, als sei es Eigentum der Gemeinde. Wenn sie einander begrüßten, sagten sie: „Der Herr beschirme dich mit seinem ewigen Frieden und sei mit dir!“ Darauf wurde meist „Amen“ geantwortet. Beim Abschied segneten sie einander mit den Worten: „Der Herr verleihe uns Stärke und Kraft!“ Ein weiteres Kennzeichen der Täufer war eine einfache, unauffällige Kleidung. Kraut selbst trug einen sogenannten Finsterwalder Mantel. Bei einer Abendmahlsfeier, die im Juli 1535 in „Knoblauchs Behausung“ nahe beim Dom zu Halberstadt abgehalten wurde, waren achtzehn Personen anwesend. Unter ihnen war auch Heinz Kraut. Zu Anfang ließen sich die Versammelten von Peter Reuße die Füße waschen. Danach schnitt er Brot und legte es in ein Gefäß mit Wein. Die Abendmahlsteilnehmer nahmen sich reihum jeweils ein Stück Brot, brachen es und aßen es „auf den Tod Christi“.
Auch Krauts Taufliturgie ist in den Verhörprotokollen überliefert. Die Täuflinge knieten vor ihrer Taufe nieder und wandten sich mit folgender Bitte an den Täufer: „Lieber Bruder, ich begehre einen Bund eines guten Gewissens mit Gott aufzurichten und bitte um die Taufe.“ Daraufhin fragte Heinz Kraut nach dem Glauben des Täuflings: „Gelobst du auch, dass Christus der einige Gottessohn und ewig ist? Und willst du dich gänzlich ihm allein untergeben, ihm als einem Gott und Herrn gehorsam sein, und zwar so, dass du um seinentwillen, wenn es dazu käme, sterben wollest?“ Nachdem der Täufling mit „Ja“ geantwortet hatte, las Heinz Kraut die neutestamentlichen Erzählungen von der Johannestaufe vor und tauchte danach einen Finger dreimal ins Wasser und zeichnete damit drei Kreuze auf die Stirn oder das Haupt des Täuflings. Dabei sprach er in Anlehnung an den sogenannten Taufbefehl Jesu: „Ich taufe dich im Namen des Vaters, des Sohnes und des Heiligen Geistes.“ Der Taufhandlung folgten gemeinsame Psalmgesänge, die die Anwesenden anstimmten, sowie die Mahnung an den Täufling, seinem Taufbund Folge zu leisten, die Sünde zu meiden und sich doch „allewege Gott gegenüber für einen Sünder zu halten.“

### Liste der von Kraut Getauften
Die folgende alphabetisch sortierte Liste führt namentlich bekannte Anhänger der Täuferbewegung, die von Heinz Kraut zwischen 1533 und 1535 getauft worden sind.
| Name                | Taufdatum             | Taufort              | Bemerkungen |
| ------------------- | --------------------- | -------------------- | --- |
| Goldener, Wolf      | 1535, Ostern          | Halberstadt          | Wolf Goldener war ein Knecht und stammte aus Sangerhausen. |
| Höhne, Hans         | vor Ostern 1535       | ?                    | Hans Höhne war ein Strohhutmacher und stammte aus Seehausen bei Frankenhausen. Er war verheiratet mit Grete Reuße. Nach Gefangennahme und Prozess im September 1535 wurde er in der Bode mit zwei weiteren Anhängern der Täuferbewegung (Adrian Richter, Petronella) ertränkt.                                                                                |
| Knoblauch, Georg    | 1534, 6. Oktober      | Emseloh              | Georg Knoblauch war in zweiter Ehe mit Anna Scheidemantel verheiratet. Seine Stiefkinder waren Ursula, Anna und Hans Wedekind. |
| Köhler, Georg       | 1534, 6. Oktober      | Emseloh              | Georg Köhler war ein Ackerknecht aus Mülsen bei Zwickau. Er arbeitete dort bei einem Bauern namens Volkmar Paul. |
| Meißrod, Barbara    | 1534                  | Mühlhausen/Thüringen | Barbara Meißrod erlitt den Märtyrertod. Sie wurde im Herbst 1537 in der Unstrut zwischen Mühlhausen und Ammern ertränkt. |
| Möller. Georg       | 1535                  | Halberstadt          | Georg Möller stammte aus Schönau (Stadtteil von Wildenfels). Von Beruf war er Futterschneider´. |
| Möller, Jobst       | 1535                  | Halberstadt          | Jobst Möller war ein Bruder Georg Möllers und Futterschneider von Beruf. Er verheiratete sich mit Ursula Wedekind. Später nahm er seinen Wohnsitz in Quedlinburg. |
| Reuße, Grete        | 1535, Ostern          | Halberstadt          | Grete Reuße war mit Hans Höhne verheiratet. Sie fiel als Mitglieder der Täuferbewegung auf, weil sie ihr neugeborenes Kind nicht taufen ließ. Später widerrief sie und wurde freigelassen. |
| Richter, Adrian     | 1534, 6. Oktober      | Emseloh              | Adrian Richter arbeitete zeitweise als Knecht im Schieferabbau Georg Knoblauchs. Er wurde gemeinsam mit Hans Höhne und der Bäckerin Petronella im Oktober 1535 in der Bode ertränkt. |
| Scheidemantel, Anna | 1535, Ostern          | Halberstadt          | Anna Scheidemantel war verheiratet mit Georg Knoblauch. Als sie im Herbst 1535 wegen ihrer Glaubensüberzeugungen verhaftet werden sollte, stellte sich heraus, dass sie schwanger war. Bis zur Geburt stand sie, polizeilich bewacht, unter Hausarrest gestellt. Sie widerrief später und wurde freigelassen.                                                 |
| Wedekind, Anna      | 1534, Anfang November | Emseloh              | Anna Wedekind war eine Tochter der Täufermärtyrerin Greta Knoblauch, verwitwete Wedekind (enthauptet April 1534 in Sangerhausen). Ihr Stiefvater war Georg Knoblauch, ihre Geschwister Ursula und Hans Wedekind. Im Sommer 1534 heiratete sie den Futterschneider Heinrich Möller, ebenfalls Mitglied der Täufergemeinde.                                     |
| Wedekind, Hans      | 1534, Anfang November | Emseloh              | Hans Wedekind war ein Sohn der Täufermärtyrerin Grete Knoblauch und Bruder von Anna und Ursula Wedekind. |
| Wedekind, Ursula    | 1534, Anfang November | Emseloh              | Ursula Wedekind war eine Tochter der Täufermärtyrerin Greta Knoblauch, verwitwete Wedekind (enthauptet April 1534 in Sangerhausen). Ihr erster Mann war in Frankenhausen als Täufermärtyrer hingerichtet worden. In zweiter Ehe war sie mit dem Futterschneider Jobst Möller, Bruder Heinrich Möllers und ebenfalls Mitglied der Täufergemeinde, verheiratet. |

### Verhaftung, Verhöre, Hinrichtung
Bei seinen Missionsreisen war Heinz Kraut auch häufiger als Besucher im Haus des Kleineutersdorfer Müllers Hans Peißker. Auch am Abend des 20. Novembers 1535 waren Kraut und fünfzehn weitere Personen in der Mühle versammelt, um zu Abend zu essen und gemeinsam Gottesdienst zu feiern. Was die dort Anwesenden nicht wussten: Die Mühle wurde seit etwa einem halben Jahr polizeilich überwacht. Grund war das merkwürdige Verhalten des Müllers samt seiner Familie und seiner Mägde. Sie gingen am Sonntag nicht zur Kirche, mieden den Kontakt mit den direkten Nachbarn und waren häufig Gastgeber unbekannter Besucher. Besonders verdächtig erschien dem Schösser auf der Leuchtenburg, der die Überwachung angeordnet hatte, dass Hans Peißker die Übernahme einer Patenschaft im Zusammenhang einer Säuglingstaufe abgelehnt hatte. In der Nacht vom 20. November auf den 21. November schlugen die Häscher zu; sie umstellten die Mühle, verhafteten die Versammelten und brachten sie zur Leuchtenburg. Unterwegs sangen die Gefangenen geistliche Lieder, sprachen freie Gebete und forderten die Bewohner der Dörfer, durch die sie zogen, zur Umkehr auf. Unter den Verhafteten waren auch von Kraut Getaufte: Georg Knobloch und Ehefrau Anna Scheidemantel, Jobst Möller und Ehefrau Ursula Wedekind, Heinrich Möller und Ehefrau Anna Wedekind (siehe die Liste oben).

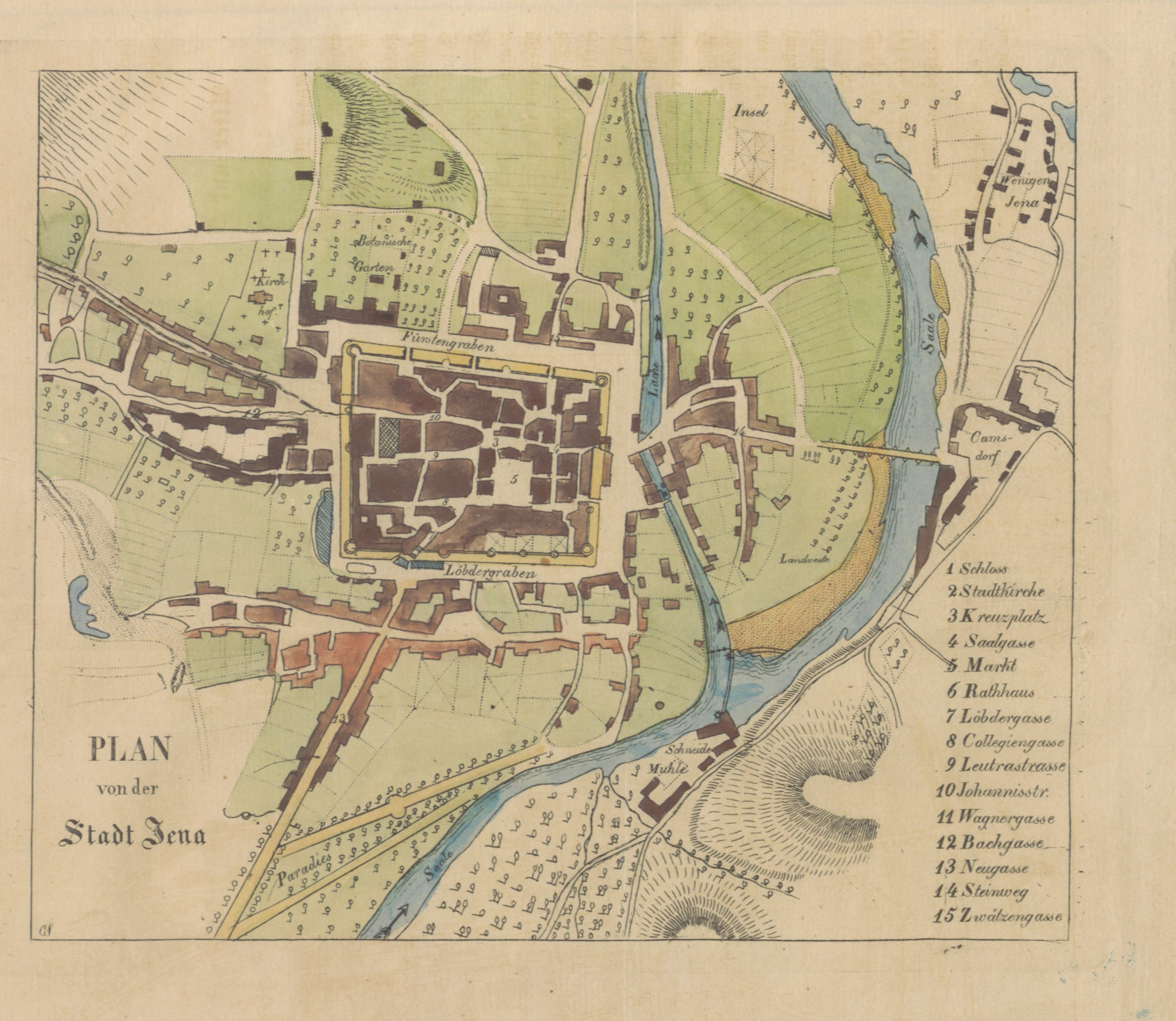
Jena 1858 mit der Richtstätte Landfeste

Auf der Leuchtenburg angekommen, wurden die Gefangenen getrennt. Heinz Kraut, Hans Peißker, Jobst Möller und ein gewisser Lorenz Petzsch wurden aus Sicherheitsgründen in das Gefängnis nach Jena überführt. Während der Letztgenannte seine täuferischen Anschauungen widerrief und alsbald freigelassen wurde, hatten die drei anderen eine Reihe von teils „gütlichen“, teils peinlichen Befragungen über sich ergehen zu lassen. Durchgeführt wurden die Befragungen von dem Jenaer Stadtpfarrer Anton Musa, dem Theologen Kaspar Cruciger und dem Reformator Philipp Melanchthon sowie verschiedenen Ratsherren der Stadt. Am 25. Januar 1536 wurde für die drei Täufer das Todesurteil verhängt und am darauffolgenden Tag vollstreckt. Hans Krauts letzte Worte sollen der Überlieferung nach das bekannte Sprichwort aus der Zeit der Bauernkriege gewesen sein: „Da Adam reütet [rodete] und Eva span. / Wer was [war] die zeit da ein Edelman?“.
Ort der Hinrichtung war die sogenannte Landfeste, ein befestigtes Gelände vor den Stadtmauern Jenas, direkt an der Saale bei der Camsdorfer Brücke gelegen. Dort befand sich sowohl die städtische Abdeckerei als auch die Richtstätte. Letztere findet sich noch auf einer Karte vom Anfang des 19. Jahrhunderts eingezeichnet. Der eigentliche Richtplatz, der sogenannte Rabenstein, hatte eine runde Form und ist auf alten Karten nördlich der Brücke zu sehen. Dort wurden die drei Verurteilten enthauptet. Sie sind wohl auch auf der Landfeste begraben worden, denn beim Bau der neuen Saalebrücke entdeckte man 1912 drei Skelette mit vom Rumpf getrennten Häuptern.
Grundlage des Urteils und der Hinrichtung war das vom Reichstag zu Speyer im Jahr 1529 beschlossene Wiedertäufermandat, das von beiden konfessionellen Parteien – wenn auch aus verschiedenen Gründen – mitgetragen wurde.